# Área metropolitana de San Sebastián
El área metropolitana de San Sebastián es un área de la provincia de Guipúzcoa (España) que se extiende hasta Francia. Incluye, además de la ciudad de San Sebastián, una serie de municipios cercanos, algunos de ellos limítrofes. Su población total es de 454.669 habitantes, siendo su extensión de 409,6 km². Es la 16.ª aglomeración de España en cuanto a población.

## Municipios del área metropolitana
| Municipio     | Comarca                      | Población (2008) | Área en kilómetros2 | Densidad en hab\km2 | Distancia a San Sebastián se encuentra a 10 km del centro de la ciudad. |
| ------------- | ---------------------------- | ---------------- | ------------------- | ------------------- | ----------------------------------------------------------------------- |
| San Sebastián | Comarca de San Sebastián     | 183.308          | 60,89               | 3.006,9             | 0                                                                       |
| Irún          | Bidasoa-Txingudi             | 60.261           | 42,40               | 1.421,25            | 16.5                                                                    |
| Rentería      | Comarca de San Sebastián     | 38.336           | 32.26               | 1.188,34            | 6.8                                                                     |
| Hernani       | Comarca de San Sebastián     | 19.138           | 39,82               | 480.61              | 6                                                                       |
| Lasarte-Oria  | Comarca de San Sebastián     | 17.647           | 6.01                | 2.936,27            | 6.5                                                                     |
| Pasajes       | Comarca de San Sebastián     | 16.091           | 11.34               | 1.418,96            | 4                                                                       |
| Fuenterrabía  | Bidasoa-Txingudi             | 16.073           | 28.63               | 561,4               | 17,5                                                                    |
| Andoáin       | Comarca de San Sebastián     | 14.215           | 27.17               | 523.19              | 11.5                                                                    |
| Hendaya       | Distrito de Bayona (Francia) | 12,596           | 8                   | 1.574,5             | 18                                                                      |
| Oyarzun       | Comarca de San Sebastián     | 9.806            | 59,71               | 164,23              | 10.5                                                                    |
| Urnieta       | Comarca de San Sebastián     | 5.998            | 22.4                | 267,77              | 8                                                                       |
| Lezo          | Comarca de San Sebastián     | 5,912            | 8.59                | 688.24              | 10.5                                                                    |
| Usúrbil       | Comarca de San Sebastián     | 5.718            | 25,64               | 223.01              | 7.6                                                                     |
| Total         |                              | 405.099          | 372,86              | 1086.46             |                                                                         |